# Micralestes acutidens
Espèce
Synonymes
Synonymes:
- Alestes acutidens Peters, 1852
- Brachyalestes acutidens (Peters, 1852)
- Micralestes acutidens neglectus (Boulenger, 1920)
- Micralestes brevianalis Blache & Miton, 1960
- Micralestes luluae Fowler, 1930
- Micralestes neglectus (Boulenger, 1920)
- Petersius neglectus Boulenger, 1920
- Virilia brevianalis (Blache & Miton, 1960)

Nom d'auteur mal appliqué:
- Micralestes humilis (non Boulenger, 1899)

Statut de conservation UICN

 LC  : Préoccupation mineure
Micralestes acutidens est un poisson appartenant à la famille des Alestidés.
Attention, il y a bien deux espèces différentes Micralestes acutidens (Peters, 1852) et Micralestes elongatus Daget, 1957.

Mais il y a un souci de synonymie mais seulement dus à des problèmes d'auteur:
Micralestes elongatus Daget, 1957 = Micralestes acutidens (non Peters, 1852) (mauvais auteur) = Micralestes acutidens elongatus Daget, 1957 (synonyme)